# Eleanor Creesy
Eleanor Creesy, née le 21 septembre 1814 et décédée en 1900, était une navigatrice américaine, qui était l'épouse de Josiah Perkins Creesy, capitaine du Flying Cloud qui a établi le record du monde de vitesse entre New York et San Francisco en 1851. Ils battent leur propre record trois ans plus tard, et celui-ci tiendra jusqu'en 1989.

## Jeunesse
Creesy est née le 21 septembre 1814 à Marblehead, de Joshua III et Eleanor Prentiss. Elle a appris le métier de marin auprès de son beau-père et oncle, John Prentiss. John Prentiss a épousé la mère d'Eleanor, Eleanor, après la mort de Joshua Prentiss en mer en 1817. Prentiss, un capitaine au long cours, commandait un navire appelé le Californian. Les habitants trouvaient étrange qu'elle ait appris la navigation maritime par son père, à une époque où les femmes étaient rarement éduquées, et encore moins dans un secteur majoritairement masculin. Son rêve était d'épouser un capitaine et de naviguer avec sur son navire et, bien qu'elle ait attiré de nombreux prétendants lorsqu'elle était jeune femme, elle a rejeté leurs avances jusqu'à ce qu'elle trouve un marin.
Eleanor a épousé le capitaine Josiah Creesy en 1841 et lui a servi comme navigateur à bord de son navire. Vers 1846, ils commencèrent à voyager sur l'Oneida et venaient de rentrer d'un voyage à Shanghai, lorsqu'ils quittèrent New York en 1851.

## Voyage de New York à San Francisco
Le Flying Cloud, conservé dans le port de Boston, était le plus grand navire du port à l'époque, mesurant 72 × 12 m et pesant 1 782 tonnes. Ses trois mâts supportaient 21 voiles, utilisant environ 2 787 m2 de voile.
Eleanor et Josiah ont planifié ce voyage de New York à San Francisco pour battre le record. Elle a lu le guide détaillé de Matthew Fontaine Maury, Sailing Directions, avant le voyage en mai 1851,.
Le Alta California a écrit dans un article documentant l'événement du 20 avril 1854 : « Les compétences [d'Eleanor Creesy] sont considérées comme un facteur déterminant dans la sécurité et la rapidité des traversées du navire. ».

## Dernières années
Le Flying Cloud a été arrêté en 1857 à cause de sa mauvaise rentabilité. On pense que Creesy et son mari sont partis en mer à bord de l'Archer après la fin de son service dans la Guerre de Sécession, mais ils se sont retirés dans une ferme près de Salem. Josiah est décédé en 1871 ; elle décèdera 29 ans après lui.